# Central Ohio Film Critics Association Awards 2016
15. ročník předávání cen asociace Central Ohio Film Critics Association se konal 5. ledna 2017. Nominace byly oznámeny 31. prosince 2016

## Vítězové a nominovaní

### Nejlepší film
1. La La Land
2. Moonlight
3. Za každou cenu
4. Místo u moře
5. Sing Street
6. Příchozí
7. Humr
8. Hacksaw Ridge: Zrození hrdiny
9. Čarodějnice
10. Správní chlapi

### Nejlepší režisér
Damien Chazelle – La La Land
- Barry Jenkins – Moonlight
- Denis Villeneuve – Příchozí
- David Mackenzie – Za každou cenu
- Kenneth Lonegran – Místo u moře

### Nejlepší adaptovaný scénář
Barry Jenkins – Moonlight
- Eric Heisserer – Příchozí
- Whit Stillman – Láska a přátelství
- Tom Ford – Noční zvířata
- August Wilson – Ploty

### Nejlepší původní scénář
Taylor Sheridan – Za každou cenu
- Kenneth Lonegran – Místo u moře
- Damien Chazelle – La La Land
- Yorgos Lanthimos a Efthimis Filippou – Humr
- Robert Eggers – Čarodějnice

### Nejlepší herec v hlavní roli
Denzel Washington – Ploty
- Ryan Gosling – La La Land
- Casey Affleck – Místo u moře
- Tom Hanks – Sully: Zázrak na řece Hudson
- Colin Farrell – Humr

### Nejlepší herečka v hlavní roli
Rebecca Hall – Christine
- Emma Stoneová – La La Land
- Natalie Portman – Jackie
- Amy Adams – Příchozí
- Viola Davis – Ploty
- Hailee Steinfeld – Hořkých sedmnáct

### Nejlepší herec ve vedlejší roli
Mahershala Ali – Moonlight
- Jeff Bridges – Za každou cenu
- Michael Shannon – Noční zvířata
- Lucas Hedges – Místo u moře
- John Goodman – Ulice Cloverfield 10

### Nejlepší herečka ve vedlejší roli
Lily Gladstone – Jisté ženy
- Naomie Harris – Moonlight
- Michelle Williamsová – Místo u moře
- Laura Dern – Jisté ženy
- Lupita Nyong'o – Královna z Katwe
- Rachel Weisz – Světlo mezi oceány

### Nejlepší dokument
O.J.: Made in America
- 13th
- Nejsem žádný tvůj negr
- Za kamerou
- Weiner

### Nejlepší cizojazyčný film
Toni Erdmann
- Elle
- Komorná
- Muž jménem Ove
- Zahaleni stínem
- Kvílení

### Nejlepší animovaný film
Kubo a kouzelný meč
- Zootropolis: Město zvířat
- Buchty a klobásy
- Odvážná Vaiana: Legenda o konci světa
- Hledá se Dory

### Nejlepší kamera
Linus Sandgren – La La Land
- Bradford Young – Příchozí
- Chung-hoon Chung – Komorná
- James Laxton – Moonlight
- Giles Nuttgens – Za každou cenu

### Nejlepší střih
Tom Cross – La La Land
- Nat Sanders a Joi McMillon – Moonlight
- Joe Walker – Příchozí
- Jennifer Lame – Místo u moře
- John Gilbert – Hacksaw Ridge: Zrození hrdiny
- Jake Roberts – Za každou cenu

### Nejlepší filmová hudba
Justin Hurwitz – La La Land
- Andy Hull a Robert McDowell – Švýcarák
- Mica Levi – Jackie
- Nicholas Britell – Moonlight
- Jóhann Jóhannsson – Příchozí
- Simon Franglen a James Horner – Sedm statečných
- Mark Korven – Čarodějnice

### Nejlepší obsazení
Moonlight
- Místo u moře
- Za každou cenu
- Noční zvířata
- Humr

### Herec roku (pro příkladnou práci)
Michael Shannon (Batman v Superman: Úsvit spravedlnosti, Známá neznámá, Elvis & Nixon, Frank a Lola, Půlnoční dítě, Loving a Noční zvířata)
- Ryan Gosling (La La Land, Správní chlapi)
- Amy Adams (Batman v Superman: Úsvit spravedlnosti, Noční zvířata, Příchozí)
- Michelle Williamsová (Jisté ženy, Místo u moře)

### Objev roku
Barry Jenkins – Moonlight (režie, scénář)
- Robert Eggers – Čarodějnice (režie, scénář)
- Anya Taylor-Joy – Barry, Morgan a Čarodějnice (herečka)
- Sunny Pawar – Lion (herec)
- Lucas Hedges – Místo u moře (herec)

### Nejvíce přehlížený film
Ulice Cloverfield 10
- Christine
- Green Room
- Krisha
- Hořkých sedmnáct